# Улица Челюскинцев (Самара)
У́лица Челю́скинцев — одна из улиц Октябрьского района города Самары.
Берёт начало от четвёртой очереди самарской набережной и улицы Лесной, от которых вверх поднимается благоустроенный бульвар. Пересекается с Ново-Садовой улицей, проспектом Ленина, Стахановским проездом, Радонежской улицей. Заканчивается улицей Мичурина.

## Здания и сооружения
- № 1 — Городская поликлиника № 9
- № 14а — Прокуратура Октябрьского района
- № 16 — Территориальное управление по теплоснабжению, ОАО Волжская ТГК
- № 25 — Детский сад № 394
- Теннисный корт ДЮСШ № 1 (юр. адрес: Ново-Садовая ул., д. 32а)

Недалеко от пересечения улиц Мичурина и Челюскинцев в 2003 году построен белокаменный храм с синими куполами в честь рождения Пресвятой Богородицы. Архитекторы Ю. Е. Астахов и С. В. Ярковая. (Мичурина № 98В)
Участок между улицами Лесной и Ново-Садовой представляет собой благоустроенный бульвар с пешеходной зоной для прогулок. В 2012 году там установлен памятный знак в виде раскрытой книги — он посвящён Виктору Ивановичу Муравленко, сделавшему большой вклад в нефтяную и газовую промышленность России. Финансирование работ осуществлялось за счет средств компании «Самаранефтегаз». Иногда этот участок ул. Челюскинцев в народе называют «бульваром Муравленко». В 2014 году на бульваре установили малую скульптурную форму «Золотая рыбка», созданную по инициативе и на средства самарских жителей, но зимой 2015 года неизвестные перекрасили «Рыбку» в розовый цвет. Затем «Рыбка» сменила окрас на бело-золотой.
В 2024 году участку  от Ново-Садовой до проспекта Ленина было присвоено наименование «Сквер академика Краснова» в честь самарского медика Краснов, Александра Краснова.

## Этимология названия и история улицы
С середины XIX века до 1923 года территория между нынешними улицами Осипенко (тогда Ново-Никольской) и Челюскинцев (тогда она называлась Орловской) принадлежала Никольскому мужскому монастырю. В 1923 году монастырь постановлением Самарского губисполко́ма был закрыт, на бывшей монастырской земле образовалось два посёлка — Монастырский и Новый Афон. Потом посёлок[какой?] переименовали в «Рабочий».
Бывшая Орловская улица в Рабочем посёлке 17 октября 1934 года была переименована в честь полярной экспедиции парохода «Челюскин».

## Транспорт
По самой улице Челюскинцев общественный транспорт не ходит, можно доехать до остановок общественного транспорта «Экспо-Волга» на улице Мичурина, «Улица Челюскинцев» на проспекте Ленина или ул. Ново-Садовой, а также до остановки «Улица Лесная» на набережной Волги.
Автобусы2, 170 (по проспекту Ленина), 23, 47, 50 (по ул. Ново-Садовой), 22 (по улице Мичурина), 61 (по Лесной улице).
Маршрутные такси297 (по ул. Ново-Садовой), 1, 1к, 4 (по улице Мичурина), 247, 261 (по Лесной улице).
Троллейбусы4, 15 (по улице Мичурина)
Трамваи4, 5, 18, 20, 20к, 22, 23 по проспекту Ленина.
Метро590 метров до станции метро «Российская», 400 метров до станции «Алабинская».

## Почтовые индексы
443110

## Происшествия

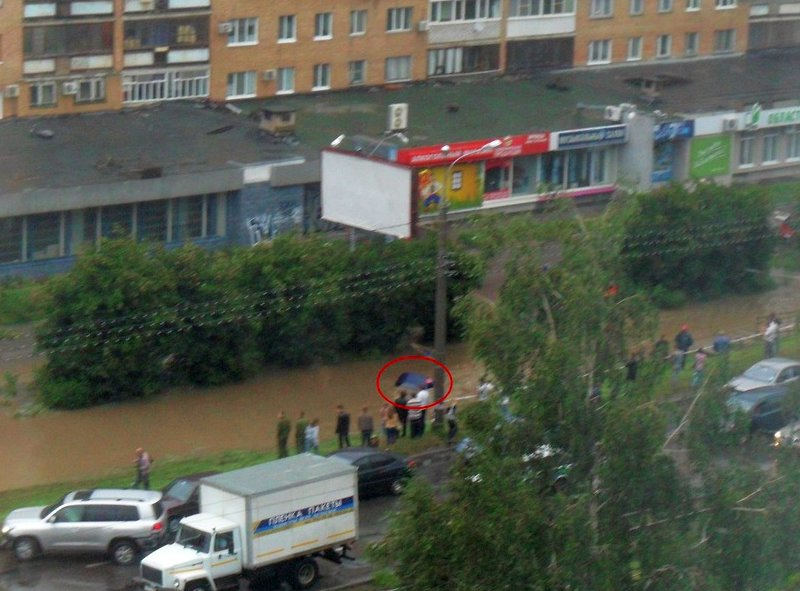
Затопление улицы Челюскинцев и проспекта Ленина 22 августа 2011 года

14 марта 2011 года из-за прорыва магистральной водоводной линии «ушла под воду» улица Челюскинцев. По свидетельствам очевидцев, поток воды хлынул от проспекта Ленина в сторону Волги, в итоге участок улицы между Ново-Садовой улицей и проспектом Ленина полностью скрылся под толщей воды. Затопленным оказался также и проспект Ленина от музея «Самара космическая» до улицы Осипенко. Кроме того, из-за работы аварийных бригад было остановлено движение трамваев.
Прорывы повторялись в 2013 году, 28 января и 04 февраля 2014 года, посреди морозной зимы. «Не зря назвали улицу Челюскинцев», писали самарцы[какие?].